# Naccariaceae
Naccariaceae (Kylin, 1928) é o nome botânico de uma família de algas vermelhas pluricelulares da ordem Bonnemaisoniales.

## Gêneros
- Ardissonea, Atractophora, Naccaria, Reticulocaulis